# Lynx (Chrono Cross)
Lynx es un personaje que sirve de antagonista para el RPG de Squaresoft, Chrono Cross. Lynx, un demihumano es el archienemigo de Kid. Parece que Lynx tiene mucho más entendimiento de la situación actual de Serge de lo que parece tener él mismo. Lynx es conocido por buscar la legendaria Frozen Flame, y al principio del juego, ha estado viviendo entre los Dragoons de Viper Manor. Por razones totalmente desconocidas para Serge, Lynx está buscándolo muy activamente.

## Historia
Es revelado cerca del final del juego que Lynx es de hecho Wazuki, el padre de Serge.
Hace años, un joven Serge de 3 años de edad fue mordido por una demonio pantera. Para salvarlo, Wazuki y su amigo Miguel navegaron hasta Marbule. Sin embargo, una violenta tormenta (que luego se explica fue causada por Schala para guiar a Serge) los lleva fuera de curso y terminan en el Sea of Eden. Debido a la tormenta, FATE, la máquina que controla el flujo del tiempo, se apaga temporalmente.
Wazuki y Miguel entran a Chronopolis, y guiados por una voz, llevan al niño dentro. Serge entra en contacto con la Frozen Flame, haciéndolo el segundo (y único) árbitro o Chrono Trigger. La Flama lo cura totalmente, y regresan Arni.
Pero a pesar de su regreso a salvo, Wazuki fue traumatizado por el incidente. Su mente es consumida por FATE, y se convierte en una mera herramienta para la máquina. FATE convierte a Wazuki en una manifestación física del más grande miedo de Serge: Lynx, una pantera humanoide.
Como Lynx, su único propósito es asistir a FATE. En el a1015 A.D., Lynx y su asistente Harle intentan persuadir a Lucca de darles acceso a FATE, destrabando el mecanismo de defensa que impedía a este acceder a la Frozen Flame, llamado Prometheus (un personaje en el original Chrono Trigger, Robo, es ocasionalmente referido como Prometheus. No está claro si es o no el mismo personaje. Una teoría es que este chip de defensa es la última parte que queda de lo que fue una vez Robo. También posible, Prometheus era el nombre de un pequeño robot parecido a Robo que Lucca creó luego de la derrota de Lavos, lo que puede ser visto en una escena del final en la versión de Playstation. Esta escena tenía intención de vincular los dos juegos y mostrar como Kid fue encontrada por Lucca. Es posible que esta creación haya evolucionado más tarde en un mecanismo de defensa). Como Lucca no accede, queman su casa y orfanato. Este evento puede ser atestiguado más tarde en el juego, a través del viaje en el tiempo. Kid es salvada de las flamas por Serge, que luego regresa a su propio tiempo.
Los años pasaron, y Lynx ha estado muy ocupado trabajando para FATE. Forjó vínculos con el general Viper de los Acacia Dragoons para usar sus recursos. Más específicamente, adquirió la Dragon Tear de Viper Manor. Lynx y Serge se cruzan un par de veces, y éste hace repetidas referencias a cosas que todavía no han sido reveladas al jugador, tal como el rol de Serge como Chrono Trigger.

## Serge Oscuro
Cerca de la mitad del juego, Lynx se "une" automáticamente al grupo.
En una secuencia dramática, Serge se enfrenta a Lynx y sobrevino una batalla. Con la ayuda de la Dragon Tear, Lynx consigue tomar posesión del cuerpo de Serge y atrapar a Serge en el suyo, convirtiéndose efectivamente en el Serge Oscuro. Es interesante notar el cambio en el icono de personaje del Serge Oscuro, que premoniciona mucha maldad en su apariencia. En el cuerpo de Lynx, el jugador debe pelear trágicamente contra sus propios aliados, ya que presumen que él es el enemigo.
“Lynx” pierde esta batalla y se despierta en un Vortex Dimensional. El juego continúa desde ahí, con el jugador usando a Lynx y a sus habilidades hasta que Serge renazca.
Volverse Serge es una meta clave para Lynx, ya que éste cuerpo es el único que la Frozen Flame reconocerá y permitirá acceso a FATE. El Serge Oscuro se vuelve el azote de la tierra, destruyendo la reputación de Serge y llevándose consigo a Kid.
Una vez que Serge, en el cuerpo de Lynx, obtiene todas las reliquias de los Dragon Gods y la Dragon tear restante de Home World, el grupo se adentra en el Fort Dragonia. Luego de derrotar a Serge Oscuro y que este escape una vez más, el verdadero cambia su cuerpo al de un nuevo y renacido Serge, gracias a la Dragon Tear. Ahora habita el cuerpo que le permite cruzar el Sea of Eden.
Cuando el jugador alcanza Chronopolis, el verdadero Serge no es más necesitado y FATE intenta eliminarlo, pero en cambio es destruida por el grupo. El Serge Oscuro es finalmente derrotado.
Lynx se vuelve un personaje jugable después de que cambia de cuerpos con Serge. Básicamente, el jugador sigue usando a Serge, sólo que su espíritu pasó al cuerpo de Lynx.

## Otras Dimensiones

### Mundo Hogar
El verdadero Lynx es del Otro Mundo (en el cual Serge fue muerto a la edad de siete años), pero su contraparte en el Mundo Hogar no se encuentra en ningún lado. Algunas personas discuten que debería estar en algún lugar del Dead Sea junto al General Viper, Karsh, Zoah, Marcy, Riddel y el resto de los Acacia Dragoons. Estos se los puede ver congelados en el tiempo, en busca de la Frozen Flame, y a Lynx no, y tampoco en ningún lugar dentro del Dead Sea (ni en otro lado del Mundo Hogar).

### Radical Dreamers
En Radical Dreamers, Lynx es el principal antagonista. Reside en Viper Manor, y es, de hecho, el padre adoptivo de Riddel. También en esta versión, Lynx está en posesión de la Frozen Flame, no buscándola como en Chrono Cross. Serge, Kid y Magil, los Radical Dreamers, van a Viper Manor para robar la reliquia. Dependiendo de las elecciones del jugador en un Juego Nuevo +, Lynx se revela como un extraterrestre. Algunos discuten que no hay un mundo separado en Radical Dreamers, sino que Chrono Cross es una reedición de este juego.

## Fortuna
"¿No estás muerto o algo, no? ¿Te ha llamado alguien desde

el más allá? Hmm... Por alguna razón, no puedo leer tu futuro."
- Datos: Q9025748